# جین تسکین‌یافته (مجموعه تلویزیونی)
جین تسکین‌یافته (به انگلیسی: Painkiller Jane) یک مجموعه تلویزیونی آمریکایی-کانادایی است. شبکهٔ پی‌ام‌سی این سریال را با دوبلهٔ فارسی و با نام شکارچیان نرو پخش کرد. صدا و سیمای ایران هم این سریال را با نام جین، بیگانه با درد پخش کرد.